# 中岩ダム
中岩ダム（なかいわダム）は、鬼怒川上流にある重力式アーチダム。建設は1924年と古く、第二次世界大戦前から存在する数少ない日本の重力式アーチダムとされ、土木学会の「日本の近代土木遺産〜現存する重要な土木構造物2000選 」に選定されている。

## 概要
1924年、日本初の発電用コンクリートダム「黒部ダム」および下滝発電所で行われていた東京市電への電力供給のための長距離送電における発電量のさらなる増大を目的に、小田急電鉄の前身である鬼怒川水力電気株式会社によって建設された。
ダム湖「中岩貯水池」には鬼怒川発電所（旧:下滝発電所）、竹之沢発電所の放流水および男鹿川からの水が流入し、中岩ダムは常に一定量を放流する逆調整の役目を担っている。戦後の再開発で発電に使う水量が増加したことに伴い、1963年に西古屋ダムが建設された。以降、中岩ダムと西古屋ダムの2つが鬼怒川発電所の調整池として機能している。
中岩貯水池で取水した水はダム横の東京電力リニューアブルパワー中岩発電所で発電に利用され、鬼怒川に放流される。
ダム右岸にはアイスハーバー式の魚道が設けられており、アユ、ヤマメ、ウグイなどが遡上する。

### 水利紛争
中岩ダムは鬼怒川上流域の全流量を調整する位置に建設され、電力需要の少ない早朝はダム放流が止められていた。
そのことで早朝と電力ピークの夕方では大きな差が生じ、放流量の日内変動は下流平野部の河川水位に大きな変動を及ぼした。これによって、ダム運用開始時から、鬼怒川水力電気と下流の農業水利組合との間で放流の方法を巡る激しい水利紛争が起こった。
1932年、栃木県知事の調停によって、「中岩ダムが灌漑期間中、自然流量を放流する逆調整を行う」という条件で妥結し、紛争は和解した。

### 改修
1967年から1969年にかけて大規模な改修が行われ、越流部は10門から6門に変更されたほか、堤高は1.7 mかさ上げされている。

## アクセス
東武日光線 新高徳駅から1 km（徒歩13分・車で3分）。